# Blepharita grisescens
Blepharita grisescens är en fjärilsart som beskrevs av Standfuss 1893. Blepharita grisescens ingår i släktet Blepharita och familjen nattflyn. Inga underarter finns listade i Catalogue of Life.